# Jeg er så glad hver julekveld
Jeg er så glad hver julekveld är en julsång skriven 1859 med text av Marie Wexelsen och musik av Peder Knudsen. På svenska finns två texter, den ena heter "Jag är så glad var julekväll", och den andra, som heter "Jag är så glad var julenatt" med text av Erik Hillestad som bland annat sjungits in av Carola Häggkvist på julalbumet Jul i Betlehem från 1999.